# Liste der Nummer-eins-Hits in den USA (1971)
Dies ist eine Liste der Nummer-eins-Hits in den von Billboard ermittelten Charts in den USA (Hot 100) im Jahr 1971. In diesem Jahr gab es neunzehn Nummer-eins-Singles und zwölf Nummer-eins-Alben.

## Singles
| ← 1970 ← | Liste der Nummer-eins-Hits in den USA | Liste der Nummer-eins-Hits in den USA | Liste der Nummer-eins-Hits in den USA                                                 | 1972 →                    |
| \| Zeitraum \| Wo. ges. \| Interpret \| Titel Autor(en) \| Zusätzliche Informationen \| \| (Zeitraum, Wochen auf Platz eins, Interpret, Titel, Autor[en], zusätzliche Informationen) \| \| \| \| \| \| ----------------------------------------------------------------------------------------- \| -------- \| ---------------------- \| ----------------------------------------------------------------------------------------- \| ------------------------- \| \| 26. Dezember 1970 – 22. Januar 1971 4 Wochen (insgesamt 4) \| 4 \| George Harrison \| My Sweet Lord[1] George Harrison \| - \| \| 23. Januar 1971 – 12. Februar 1971 3 Wochen (insgesamt 3) \| 3 \| Dawn \| Knock Three Times[2] Irwin Levine, L. Russell Brown \| - \| \| 13. Februar 1971 – 19. März 1971 5 Wochen (insgesamt 5) \| 5 \| The Osmonds \| One Bad Apple[3] George Jackson \| - \| \| 20. März 1971 – 2. April 1971 2 Wochen (insgesamt 2) \| 2 \| Janis Joplin \| Me and Bobby McGee[4] Kris Kristofferson, Fred Foster \| - \| \| 3. April 1971 – 16. April 1971 2 Wochen (insgesamt 2) \| 2 \| The Temptations \| Just My Imagination (Running Away with Me)[5] Norman Whitfield, Barrett Strong \| - \| \| 17. April 1971 – 28. Mai 1971 6 Wochen (insgesamt 6) \| 6 \| Three Dog Night \| Joy to the World[6] Hoyt Axton \| - \| \| 29. Mai 1971 – 11. Juni 1971 2 Wochen (insgesamt 2) \| 2 \| The Rolling Stones \| Brown Sugar[7] Mick Jagger, Keith Richards \| - \| \| 12. Juni 1971 – 18. Juni 1971 1 Woche (insgesamt 1) \| 1 \| Honey Cone \| Want Ads[8] General Johnson, Greg Berry, Barney Perkins \| - \| \| 19. Juni 1971 – 23. Juli 1971 5 Wochen (insgesamt 5) \| 5 \| Carole King \| It’s Too Late[9] Carole King, Toni Stern \| - \| \| 24. Juli 1971 – 30. Juli 1971 1 Woche (insgesamt 1) \| 1 \| The Raiders \| Indian Reservation (The Lament of the Cherokee Reservation Indian)[10] John D. Loudermilk \| - \| \| 31. Juli 1971 – 6. August 1971 1 Woche (insgesamt 1) \| 1 \| James Taylor \| You’ve Got a Friend[11] Carole King \| - \| \| 7. August 1971 – 3. September 1971 4 Wochen (insgesamt 4) \| 4 \| Bee Gees \| How Can You Mend a Broken Heart[12] Barry Gibb, Robin Gibb \| - \| \| 4. September 1971 – 10. September 1971 1 Woche (insgesamt 1) \| 1 \| Paul & Linda McCartney \| Uncle Albert/Admiral Halsey[13] Paul & Linda McCartney \| - \| \| 11. September 1971 – 1. Oktober 1971 3 Wochen (insgesamt 3) \| 3 \| Donny Osmond \| Go Away Little Girl[14] Gerry Goffin, Carole King \| - \| \| 2. Oktober 1971 – 5. November 1971 5 Wochen (insgesamt 5) \| 5 \| Rod Stewart \| Maggie May[15] Rod Stewart, Martin Quittenton \| - \| \| 6. November 1971 – 19. November 1971 2 Wochen (insgesamt 2) \| 2 \| Cher \| Gypsies, Tramps & Thieves[16] Bob Stone \| - \| \| 20. November 1971 – 3. Dezember 1971 2 Wochen (insgesamt 2) \| 2 \| Isaac Hayes \| Theme from Shaft[17] Isaac Hayes \| - \| \| 4. Dezember 1971 – 24. Dezember 1971 3 Wochen (insgesamt 3) \| 3 \| Sly & the Family Stone \| Family Affair[18] Sylvester Stewart \| - \| \| 25. Dezember 1971 – 14. Januar 1972 3 Wochen (insgesamt 3) \| 3 \| Melanie \| Brand New Key[19] Melanie Safka \| - \| |                                       |                                       |                                                                                       |                           |
| ← 1970 |                                       |                                       |                                                                                       | → 1972 →                  |
| Zeitraum | Wo. ges.                              | Interpret                             | Titel Autor(en)                                                                       | Zusätzliche Informationen |
| (Zeitraum, Wochen auf Platz eins, Interpret, Titel, Autor[en], zusätzliche Informationen) |                                       |                                       |                                                                                       |                           |
| 26. Dezember 1970 – 22. Januar 1971 4 Wochen (insgesamt 4) | 4                                     | George Harrison                       | My Sweet Lord George Harrison                                                         | -                         |
| 23. Januar 1971 – 12. Februar 1971 3 Wochen (insgesamt 3) | 3                                     | Dawn                                  | Knock Three Times Irwin Levine, L. Russell Brown                                      | -                         |
| 13. Februar 1971 – 19. März 1971 5 Wochen (insgesamt 5) | 5                                     | The Osmonds                           | One Bad Apple George Jackson                                                          | -                         |
| 20. März 1971 – 2. April 1971 2 Wochen (insgesamt 2) | 2                                     | Janis Joplin                          | Me and Bobby McGee Kris Kristofferson, Fred Foster                                    | -                         |
| 3. April 1971 – 16. April 1971 2 Wochen (insgesamt 2) | 2                                     | The Temptations                       | Just My Imagination (Running Away with Me) Norman Whitfield, Barrett Strong           | -                         |
| 17. April 1971 – 28. Mai 1971 6 Wochen (insgesamt 6) | 6                                     | Three Dog Night                       | Joy to the World Hoyt Axton                                                           | -                         |
| 29. Mai 1971 – 11. Juni 1971 2 Wochen (insgesamt 2) | 2                                     | The Rolling Stones                    | Brown Sugar Mick Jagger, Keith Richards                                               | -                         |
| 12. Juni 1971 – 18. Juni 1971 1 Woche (insgesamt 1) | 1                                     | Honey Cone                            | Want Ads General Johnson, Greg Berry, Barney Perkins                                  | -                         |
| 19. Juni 1971 – 23. Juli 1971 5 Wochen (insgesamt 5) | 5                                     | Carole King                           | It’s Too Late Carole King, Toni Stern                                                 | -                         |
| 24. Juli 1971 – 30. Juli 1971 1 Woche (insgesamt 1) | 1                                     | The Raiders                           | Indian Reservation (The Lament of the Cherokee Reservation Indian) John D. Loudermilk | -                         |
| 31. Juli 1971 – 6. August 1971 1 Woche (insgesamt 1) | 1                                     | James Taylor                          | You’ve Got a Friend Carole King                                                       | -                         |
| 7. August 1971 – 3. September 1971 4 Wochen (insgesamt 4) | 4                                     | Bee Gees                              | How Can You Mend a Broken Heart Barry Gibb, Robin Gibb                                | -                         |
| 4. September 1971 – 10. September 1971 1 Woche (insgesamt 1) | 1                                     | Paul & Linda McCartney                | Uncle Albert/Admiral Halsey Paul & Linda McCartney                                    | -                         |
| 11. September 1971 – 1. Oktober 1971 3 Wochen (insgesamt 3) | 3                                     | Donny Osmond                          | Go Away Little Girl Gerry Goffin, Carole King                                         | -                         |
| 2. Oktober 1971 – 5. November 1971 5 Wochen (insgesamt 5) | 5                                     | Rod Stewart                           | Maggie May Rod Stewart, Martin Quittenton                                             | -                         |
| 6. November 1971 – 19. November 1971 2 Wochen (insgesamt 2) | 2                                     | Cher                                  | Gypsies, Tramps & Thieves Bob Stone                                                   | -                         |
| 20. November 1971 – 3. Dezember 1971 2 Wochen (insgesamt 2) | 2                                     | Isaac Hayes                           | Theme from Shaft Isaac Hayes                                                          | -                         |
| 4. Dezember 1971 – 24. Dezember 1971 3 Wochen (insgesamt 3) | 3                                     | Sly & the Family Stone                | Family Affair Sylvester Stewart                                                       | -                         |
| 25. Dezember 1971 – 14. Januar 1972 3 Wochen (insgesamt 3) | 3                                     | Melanie                               | Brand New Key Melanie Safka                                                           | -                         |

## Alben
| ← 1970 ← | Liste der Nummer-eins-Alben in den USA | Liste der Nummer-eins-Alben in den USA | Liste der Nummer-eins-Alben in den USA | 1972 →                    |
| \| Zeitraum \| Wo. ges. \| Interpret \| Titel \| Zusätzliche Informationen \| \| (Zeitraum, Wochen auf Platz eins, Interpret, Titel, zusätzliche Informationen) \| \| \| \| \| \| ------------------------------------------------------------------------------ \| -------- \| ------------------------------ \| ----------------------------------------- \| ------------------------- \| \| 26. Dezember 1970 – 1. Januar 1971 1 Woche (insgesamt 6) \| 6 \| Santana \| Abraxas[20] \| - \| \| 2. Januar 1971 – 19. Februar 1971 7 Wochen (insgesamt 7) \| 7 \| George Harrison \| All Things Must Pass[21] \| - \| \| 20. Februar 1971 – 26. Februar 1971 1 Woche (insgesamt 1) \| 1 \| Andrew Lloyd Webber & Tim Rice \| Jesus Christ Superstar - A Rock Opera[22] \| - \| \| 27. Februar 1971 – 30. April 1971 9 Wochen (insgesamt 9) \| 9 \| Janis Joplin \| Pearl[23] \| - \| \| 1. Mai 1971 – 14. Mai 1971 2 Wochen (insgesamt 3) \| 3 \| Andrew Lloyd Webber & Tim Rice \| Jesus Christ Superstar - A Rock Opera \| - \| \| 15. Mai 1971 – 21. Mai 1971 1 Woche (insgesamt 1) \| 1 \| Crosby, Stills, Nash & Young \| 4 Way Street[24] \| - \| \| 22. Mai 1971 – 18. Juni 1971 4 Wochen (insgesamt 4) \| 4 \| The Rolling Stones \| Sticky Fingers[25] \| - \| \| 19. Juni 1971 – 1. Oktober 1971 15 Wochen (insgesamt 15) \| 15 \| Carole King \| Tapestry[26] \| - \| \| 2. Oktober 1971 – 29. Oktober 1971 4 Wochen (insgesamt 4) \| 4 \| Rod Stewart \| Every Picture Tells a Story[27] \| - \| \| 30. Oktober 1971 – 5. November 1971 1 Woche (insgesamt 1) \| 1 \| John Lennon \| Imagine[28] \| - \| \| 6. November 1971 – 12. November 1971 1 Woche (insgesamt 1) \| 1 \| Isaac Hayes \| Shaft[29] \| - \| \| 13. November 1971 – 17. Dezember 1971 5 Wochen (insgesamt 5) \| 5 \| Santana \| Santana III[30] \| - \| \| 18. Dezember 1971 – 31. Dezember 1971 2 Wochen (insgesamt 2) \| 2 \| Sly & the Family Stone \| There's a Riot Goin' On[31] \| - \| |                                        |                                        |                                        |                           |
| ← 1970 |                                        |                                        |                                        | → 1972 →                  |
| Zeitraum | Wo. ges.                               | Interpret                              | Titel                                  | Zusätzliche Informationen |
| (Zeitraum, Wochen auf Platz eins, Interpret, Titel, zusätzliche Informationen) |                                        |                                        |                                        |                           |
| 26. Dezember 1970 – 1. Januar 1971 1 Woche (insgesamt 6) | 6                                      | Santana                                | Abraxas                                | -                         |
| 2. Januar 1971 – 19. Februar 1971 7 Wochen (insgesamt 7) | 7                                      | George Harrison                        | All Things Must Pass                   | -                         |
| 20. Februar 1971 – 26. Februar 1971 1 Woche (insgesamt 1) | 1                                      | Andrew Lloyd Webber & Tim Rice         | Jesus Christ Superstar - A Rock Opera  | -                         |
| 27. Februar 1971 – 30. April 1971 9 Wochen (insgesamt 9) | 9                                      | Janis Joplin                           | Pearl                                  | -                         |
| 1. Mai 1971 – 14. Mai 1971 2 Wochen (insgesamt 3) | 3                                      | Andrew Lloyd Webber & Tim Rice         | Jesus Christ Superstar - A Rock Opera  | -                         |
| 15. Mai 1971 – 21. Mai 1971 1 Woche (insgesamt 1) | 1                                      | Crosby, Stills, Nash & Young           | 4 Way Street                           | -                         |
| 22. Mai 1971 – 18. Juni 1971 4 Wochen (insgesamt 4) | 4                                      | The Rolling Stones                     | Sticky Fingers                         | -                         |
| 19. Juni 1971 – 1. Oktober 1971 15 Wochen (insgesamt 15) | 15                                     | Carole King                            | Tapestry                               | -                         |
| 2. Oktober 1971 – 29. Oktober 1971 4 Wochen (insgesamt 4) | 4                                      | Rod Stewart                            | Every Picture Tells a Story            | -                         |
| 30. Oktober 1971 – 5. November 1971 1 Woche (insgesamt 1) | 1                                      | John Lennon                            | Imagine                                | -                         |
| 6. November 1971 – 12. November 1971 1 Woche (insgesamt 1) | 1                                      | Isaac Hayes                            | Shaft                                  | -                         |
| 13. November 1971 – 17. Dezember 1971 5 Wochen (insgesamt 5) | 5                                      | Santana                                | Santana III                            | -                         |
| 18. Dezember 1971 – 31. Dezember 1971 2 Wochen (insgesamt 2) | 2                                      | Sly & the Family Stone                 | There's a Riot Goin' On                | -                         |